# Mernoferré Ay
Ay (uralkodói nevén Mernoferré) az ókori egyiptomi XIII. dinasztia egyik uralkodója. Ő a dinasztia leghosszabb ideig hatalmon lévő királya, egyben az utolsó, akit Felső-Egyiptomon kívül is említenek, bár hosszú uralkodása ellenére kevés említése maradt fenn. Ez is mutatja, hogy ebben az időben a központi hatalom már meggyengült, uralkodásának végére teljesen összeomlott. Valószínű, hogy az ő uralkodása alatt hagyták el Itj-taui városát, amely a középbirodalom alatt Egyiptom fővárosa volt; emiatt egyes tudósok őt tartják a középbirodalom utolsó fáraójának. Egy nevét viselő piramidion azt mutatja, hogy lehetséges, hogy épült piramisa, talán a memphiszi nekropoliszban.

## Helye a kronológiában

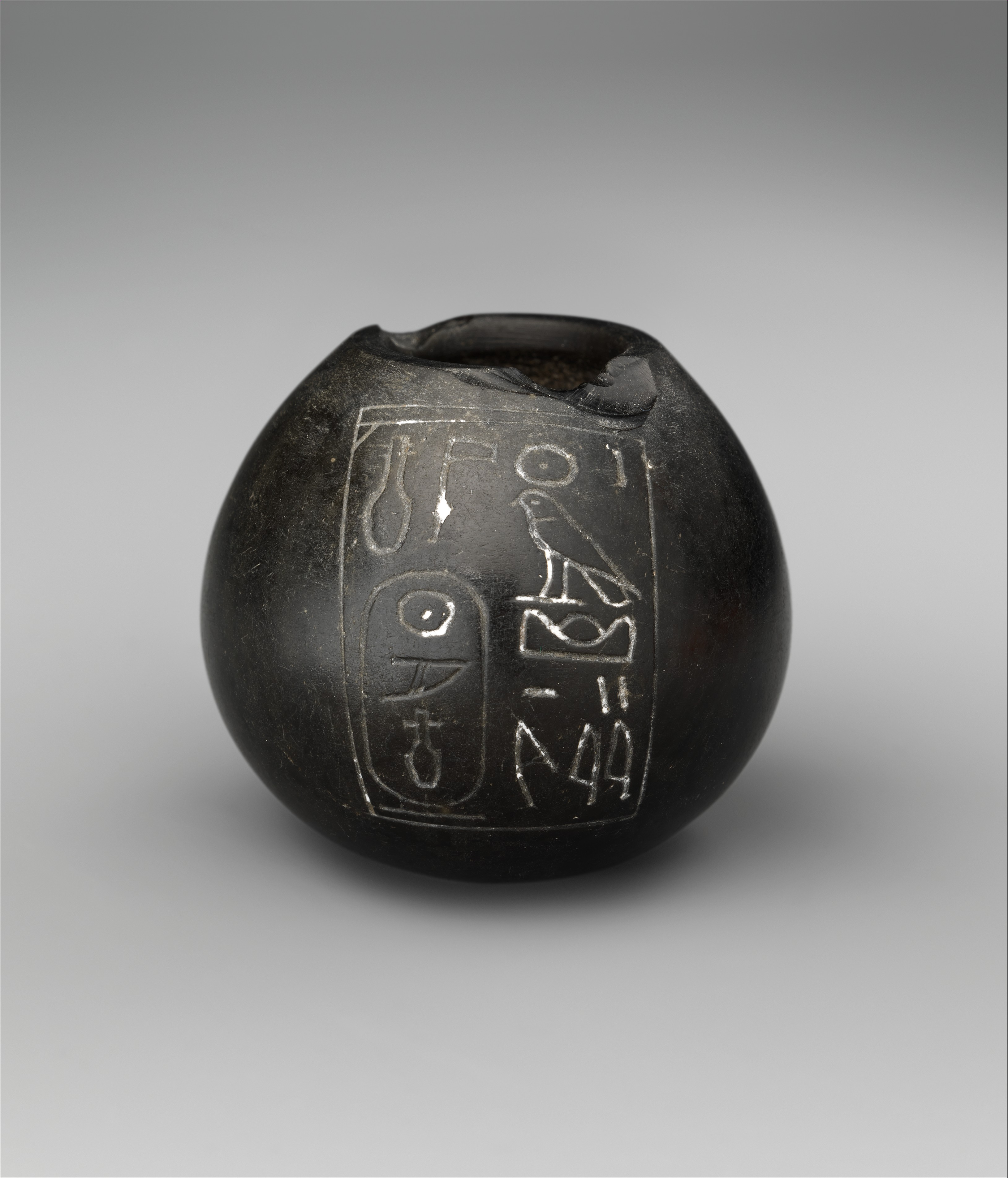
Edény Mernoferré Ay nevével, Metropolitan Művészeti Múzeum

Relatív helye a kronológiában a XIII. dinasztia közepén a torinói királylistának köszönhetően biztosnak mondható. Ay neve a 8. oszlop 3. sorában (Alan Gardiner számozása szerint a 6., Jürgen von Beckerath szerint a 7. oszlop 3. sorában) olvasható, ennek alapján tudni, hogy elődje Uahibré Ibiau, utóda Merhotepré Ini, aki talán a fia volt.
Pontos helye a kronológiában vitatott, von Beckerath és Aidan Dodson szerint dinasztiájának 27. uralkodója, Kim Ryholt szerint a 32., Darrell Baker szerint a 33. Abszolút datálása szintén vitatott, Ryholt i. e. 1701–1677 közé, Thomas Schneider i. e. 1684–1661 közé teszi.

## Uralkodásának hossza
Ay uralkodásának hossza, melyet a torinói papirusz említ, szintén vitatott volt egy időben. Jürgen von Beckerath a sérült szöveget úgy olvasta, hogy 13 évig uralkodott, Alan Gardiner és Kenneth Kitchen szerint azonban 23 évet említ a szöveg. Kim Ryholt döntötte el a vitát, aki megerősítette, hogy a papiruszon 23 év, 8 hónap 18 nap olvasható.
Ryholt szerint egyértelműen fennmaradt az a vonal, ami megkülönbözteti a 20-at vagy 30-at a 10-től, így az olvasat mindenképpen vagy 23 év, vagy (kevésbé valószínű) 33 év. Ezzel Mernoferré Ay a leghosszabb ideig hatalmon lévő uralkodója annak a dinasztiának, amelynek legtöbb királya csak pár évig uralkodott.

## Uralkodása és említései

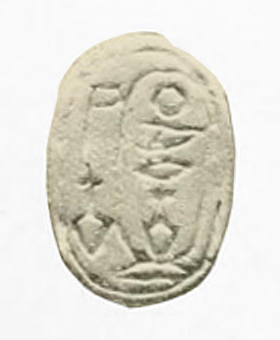
Mernoferré Ay zöld mázas szteatitszkarabeusza, British Museum (EA 16567).

A XIII. dinasztia közepének királyaként Mernoferré Ay a Nílus-delta keleti részét uraló XIV. dinasztiával egyidőben uralkodott Felső- és Közép-Egyiptomban. Kim Ryholt és Darrell Baker feltételezik, hogy erővel foglalta el a trónt elődjétől, Ibiautól. Ezt arra alapozzák, hogy Ay nevében és feliratain nem szerepelt apja neve, pedig ha apja is uralkodott volna, akkor szerepelne, ahogy a dinasztia sok más uralkodójánál is. Nem tudni, ki volt a felesége, de az ebben az időben élt Ineni királyné, kinek szkarabeuszai stílusban hasonlók Ay szkarabeuszaihoz, talán a felesége volt.
Mernoferré Ay neve 62 szkarabeuszon és egy pecséthengeren szerepel; ezek közül 51 lelőhelye ismeretlen. Az ismert lelőhelyű szkarabeuszok közül három került elő Alsó-Egyiptomból (egy Bubasztiszból, kettő Tell el-Jahudijából), a többi Abüdoszból, Koptoszból és Listből, melyek Közép- vagy Felső-Egyiptomban találhatóak. Ezek mellett említik egy obszidián vázán, amely ma a Metropolitan Művészeti Múzeumban található, egy Szobeknek szentelt gömbön, egy mészkőtömb feliratán, egy piramidionon, valamint egy ajtókeret darabján, melyet 1908-ban fedezett fel Georges Legrain Karnakban.
A piramidiont az egyiptomi rendőrség rablóktól kobozta el 1911-ben Fakuszban (Faqus), közel az ókori Avarisz városához. A rajta lévő ábrázoláson Ay látható, amint Hórusznak, az ég urának áldoz. A piramidion léte azt mutatja, hosszú uralkodása alatt piramis is épült Ay számára. Az a tény, hogy a rablók valószínűleg a mai Khatana közelében (Kantír városrésze, az ókori Avarisz helyén) fedezték fel, jelentős, mivel Ay uralkodása idején Avarisz volt a hükszosz XIV. dinasztia fővárosa. Az egyiptológusok szerint a piramidion Memphiszből származik, a nekropoliszból, ahol Ay piramisa állhatott, és a hükszoszok i. e. 1650 körül kifosztották a temetkezést, a piramidiont pedig magukkal vitték Avariszba. Ezt a piramidion sérült felirata is megerősíti, amely eredetileg négy istenhez szólt; köztük volt Ptah és Ré-Hórusz (Ré-Harahti) is. Ezen istenek kultusza ebben az időben a memphiszi nekropoliszhoz kötődött, nem Avariszhoz. Ugyanerre a sorsra jutott a szintén XIII. dinasztiabeli Imiermesa két kolosszusa.

## Öröksége

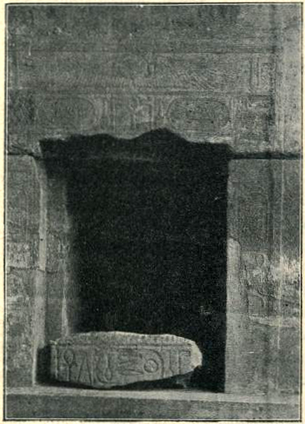
Ajtókeret Mernoferré Ay nevével.

Bár Mernoferré Aynak számos említése fennmaradt, közel 24 évnyi uralkodásához képest ez még mindig viszonylag kevésnek minősül. Ez arra utal, Egyiptom ebben az időben már komoly problémákkal küzdött; Ay uralkodásának végére a központi hatalom már valószínűleg teljesen összeomlott.
Mernoferré Ay a dinasztia utolsó uralkodója, akit Felső-Egyiptomon kívül is említenek. Ez arra utalhat, hogy a régi középbirodalmi fővárost, Itjtauit elhagyták a felső-egyiptomi Théba kedvéért. Daphna Ben Tor szerint ezt az váltotta ki, hogy a kánaáni uralkodók megszállták a Delta keleti vidékét és Memphisz környékét; több egyiptológus szerint Ay uralkodásának végére a XIII. dinasztia királyai már elvesztették az irányítást Alsó-Egyiptom – beleértve a Delta vidékét és talán Memphiszt is – fölött. Ezen szerzők számára Ay uralkodásának vége jelenti a Középbirodalom végét és a második átmeneti kor kezdetét. Ryholt és Baker azonban nem értenek egyet ezzel a feltevéssel, mert a dinasztia végének egyik uralkodója, Szehekenré Szanhptahi sztéléje arra utal, hogy a király Memphisz fölött is uralkodott. Sajnos nem tudni, honnan került elő ez a sztélé.

## Fordítás
- Ez a szócikk részben vagy egészben  a   Merneferre Ay című angol Wikipédia-szócikk ezen változatának fordításán alapul.  Az eredeti cikk szerkesztőit annak laptörténete sorolja fel. Ez a jelzés csupán a megfogalmazás eredetét és a szerzői jogokat jelzi, nem szolgál a cikkben szereplő információk forrásmegjelöléseként.